# شهرستان ورمیلیون ریور، آلبرتا
شهرستان ورمیلیون ریور، آلبرتا (به انگلیسی: County of Vermilion River) یک منطقهٔ مسکونی در کانادا است که در آلبرتا واقع شده‌است.

## خصوصیات
شهرستان ورمیلیون ریور ۵٬۵۱۸٫۱۸ کیلومترمربع مساحت و ۷٬۹۰۵ نفر جمعیت دارد.